# Mount Olive (Illinois)
Mount Olive je grad u američkoj saveznoj državi Ilinois. Prema popisu stanovništva iz 2010. u njemu je živjelo 2.099 stanovnika.